# 1980年冬季奥林匹克运动会

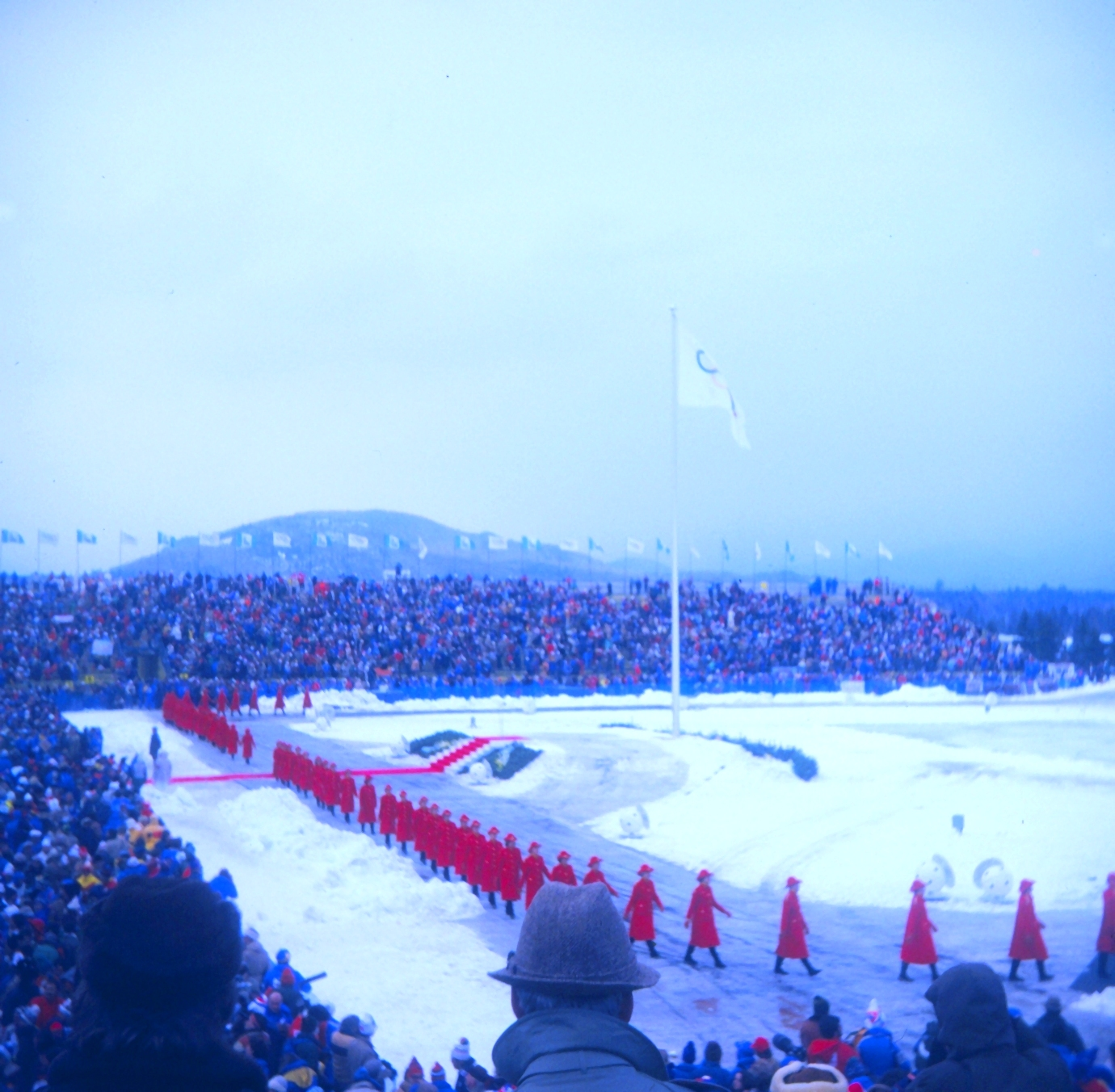
本届冬奥会的开幕式

第十三届冬季奥林匹克运动会（英語：the XIII Olympic Winter Games），于1980年2月14日至2月23日在美国纽约州的普莱西德湖村举行。另外一个候选城市是加拿大的温哥华，但其在最后的投票阶段主动退出。

## 焦点
- 本届冬奥会首次采用了人造雪来改善场地环境。
- 細小內陸國家列支敦士登歷史性登上獎牌榜前六位。
- 中华人民共和国首次参加冬奥会。
- 中華民國抵制該屆冬季奧運。
- 点燃主火炬的查尔斯·科尔并非专业运动员出身，而是一名医生[1]。

## 比赛项目
| - 高山滑雪 - 冬季两项 - 雪车 - 雪橇 - 花样滑冰 |  | - 冰球 - 速度滑冰 - 北欧式滑雪 - 越野滑雪 - 北欧两项 - 跳台滑雪 |

## 参赛国家和地区
|  | - 安道尔（3） - 阿根廷（12） - （9） - 奥地利（43） - 比利时（3） - 玻利维亚（3） - 保加利亚（8） - 加拿大（58） - 中国（24） - 哥斯达黎加（3） - 塞浦路斯（3） - 捷克斯洛伐克（41） |  | - 芬兰（53） - 法国（22） - 东德（53） - 西德（80） - 英国（48） - 希腊（3） - 匈牙利（3） - 冰岛（6） - 意大利（46） - 日本（50） - 韩国（10） - 黎巴嫩（3） |  | - 列支敦士登（7） - 蒙古（3） - 荷兰（29） - 新西兰（5） - 挪威（63） - 波兰（30） - 罗马尼亚（35） - 西班牙（8） - 瑞典（61） - 瑞士（44） - 美国（101） - 南斯拉夫（15） |

## 奖牌榜
此为奖牌榜前10位，详见 1980年冬季奥林匹克运动会奖牌榜
| 排名 | 国家／地区  | 金牌 | 银牌 | 铜牌 | 總數 |
| ---- | ----------- | ---- | ---- | ---- | ---- |
| 1    | 苏联        | 10   | 6    | 6    | 22   |
| 2    | 东德（GDR） | 9    | 7    | 7    | 23   |
| 3    | 美国        | 6    | 4    | 2    | 12   |
| 4    | 奥地利      | 3    | 2    | 2    | 7    |
| 5    | 瑞典        | 3    | 0    | 1    | 4    |
| 6    | 列支敦士登  | 2    | 2    | 0    | 4    |
| 7    | 芬兰        | 1    | 5    | 3    | 9    |
| 8    | 挪威        | 1    | 3    | 6    | 10   |
| 9    | 荷兰        | 1    | 2    | 1    | 4    |
| 10   | 瑞士        | 1    | 1    | 3    | 5    |